# Avranchin

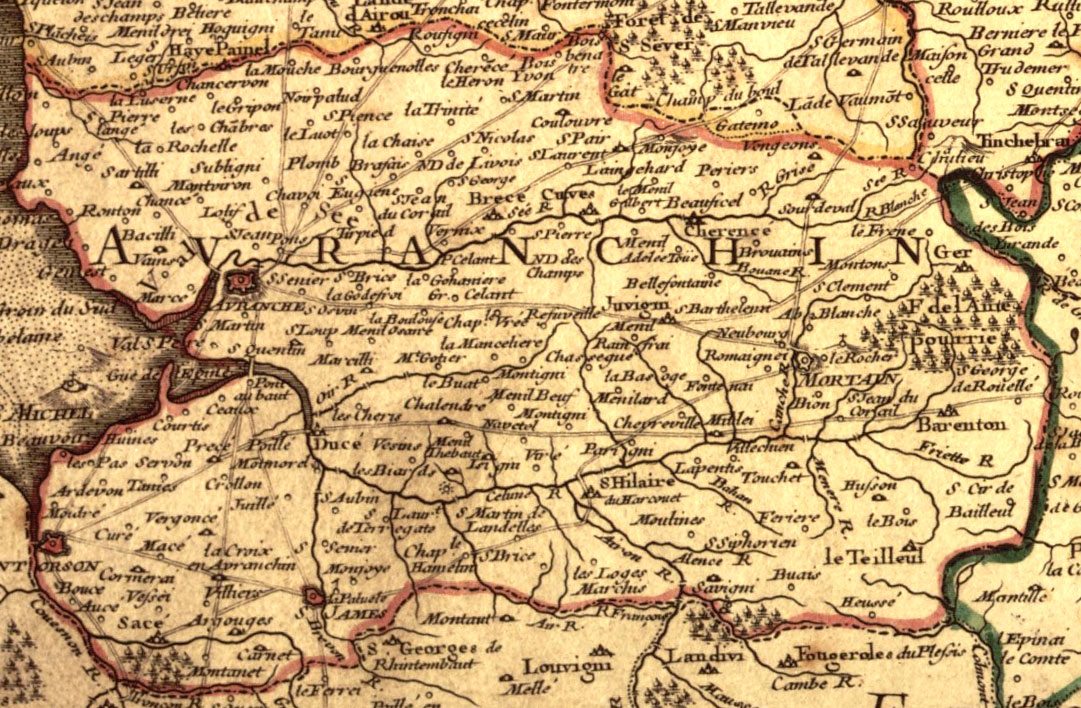
Karte des Avranchin von 1716

Das Avranchin ist eine Gegend in der Normandie in Frankreich. Sie entspricht dem Gebiet der Abrincatui, einem keltischen Stamm, dem die Hauptstadt des Avranchin Avranches ihren Namen verdankt. Das Mortainais ist Bestandteil des Avranchin.
Im Jahr 867 trat Karl der Kahle mit dem Vertrag von Compiègne das Avranchin zusammen mit der Grafschaft Cotentin an Salaün, den König der Bretagne, ab. 933 wurde es mit dem Herzogtum der Normandie Wilhelms I. wiedervereinigt.
Der bekannteste Ort des Avranchin ist Le Mont-Saint-Michel.
Die das Avranchin durchquerende Bahnstrecke Lison–Lamballe verbindet Caen mit Rennes und somit die Normandie mit der Bretagne.